# Iglesia de San Juan Bautista (Puno)
La Iglesia de San Juan Bautista es una iglesia ubicada en la ciudad de Puno, Perú. En su interior alberga la imagen de la Virgen de la Candelaria. El 7 de febrero de 1988, Monseñor Jesús Mateo Calderón Barrueto, entonces obispo de la Diócesis de Puno, elevaría este templo a la categoría de Santuario de la Santísima Virgen de la Candelaria.

## Historia
En el año de 1562, se funda la Parroquia San Juan Bautista de Puno, en cumplimiento de la ordenanza prelatural del Obispo de la Paz, y se desmembra de la parroquia de Paucarcolla, de la que dependía administrativa y parroquialmente. Hecho que el mismo año fue puesto en conocimiento del Virrey García Sarmiento de Sotomayor, Conde de Salvatierra, del Virreinato del Perú. 
La capilla guarda la imagen de la Virgen de la Candelaria desde el año 1700. Es en el año 1781 cuando finalmente se da su entronización definitiva. En esa época, la villa de Puno estaba siendo sitiada por el ejército revolucionario de Túpac Amaru, fue cuando se dio el milagro que hoy reconoce a la virgen de la Candelaria como patrona de Puno. Tras varias batallas ocurridas en marzo, abril y mayo de ese año, y frente a la inminente toma de Puno, los pobladores decidieron sacar en procesión a la santa imagen para pedir su protección. Esa noche los rebeldes abandonaron la ciudad y se replegaron; algo que los pobladores tomaron como un milagro de la Virgen de la Candelaria que, consiguientemente, la hizo la santa más importante de esta parte del país, al punto de consagrarse en el altar mayor del Templo San Juan Bautista.
Desde que se construyó la iglesia San Juan Bautista, fue un lugar de refugio y oración de indígenas, abusados, pobres y marginados. El 5 de marzo de 1886 se desplomó el templo a consecuencia de un incendio y se tuvo que conformar comités de reconstrucción, con una duración de 25 años, en 1911 se inauguró el templo con una arquitectura nueva que permanece en la actualidad.